# ホセ・フェルナンデス (1974年生の内野手)
ホセ・マヨバネクス・フェルナンデス・ロハス（José Mayobanex Fernández Rojas, 1974年11月2日 - ）は、ドミニカ共和国ラ・ベガ州コンセプシオン・デ・ラ・ベガ出身の元プロ野球選手（内野手）。右投右打。

## 経歴

### MLB時代
エバンジェリスコ工業高校を卒業後、マドレ・イ・マエストラカトリック大学に入学。1993年にモントリオール・エクスポズと契約。以降5年間はマイナーリーグでプレーし、1999年からエクスポズ傘下のAAA級オタワ・リンクスで三塁手としてレギュラー出場した。
1999年7月に怪我で離脱したマイケル・バレットに代わってメジャー初出場。同年は8試合にメジャー出場し、メジャー初安打も記録。2000年のメジャー出場は無かったが、2001年にはアナハイム・エンゼルス傘下のAAA級ソルトレイク・スティンガーズで打率.338・30本塁打・114打点を記録。2年ぶりのメジャー出場を果たし、13試合に出場したが目立った成績は残せなかった。

### SK時代
2002年、SKワイバーンズに入団し、打率.281・45本塁打・107打点を記録した。韓国では現地の発音からペルナンデスと呼ばれた。この年の本塁打数（45本）は2015年ヤマイコ・ナバーロに抜かれるまで、1999年のダン・ローマイヤー（ハンファ・イーグルス）と並ぶ韓国プロ野球の外国人シーズン本塁打数タイ記録であった。オフに残留交渉が決裂し、SKを退団。その後はメジャー復帰を目指してピッツバーグ・パイレーツとマイナー契約を結び、スプリングトレーニングに参加していた。

### ロッテ時代
2003年シーズン開幕直後の3月24日、千葉ロッテマリーンズに入団。これは、2月19日に「野球に対する情熱がなくなった」と言い放ち、突如引退したロバート・ローズの代役として、当時の監督山本功児が獲得したというものだった。背番号は「42」に決まった。
2003年は4月中旬よりクリーンナップに定着し、シーズンを通して126試合に出場。打率.303・32本塁打・100打点・OPS.947を記録。来日1年目ながら日本の野球に適応し、3割30本100打点をクリアする好成績を残した。しかし、翌シーズンから監督に就任するボビー・バレンタインから戦力外を言い渡され（「守備が疑問。指名打者だけなら構想には入れない」とのこと）、退団となった。

### 西武時代
2003年12月29日に西武ライオンズへ入団。背番号は伊東勤の「何でも1番になってほしい」という願いから1に決定した。
2004年は前年を上回る132試合に出場し、打率.285、33本塁打、94打点を記録。プレーオフでは全8試合で満塁本塁打1本を含む4本塁打を放ち、チームの2年ぶりのリーグ優勝に貢献。中日ドラゴンズとの日本シリーズでは打率.310、1本塁打、6打点の成績を残し、チームは12年ぶりの日本一に貢献した。
2005年は復帰したアレックス・カブレラが4番に座り、同じ三塁手の中村剛也や石井義人の活躍もあり指名打者での出場が多かった。来日以来最少の120試合の出場ながら、打率.293、26本塁打、84打点を記録したが、オフの12月2日に自由契約となった。

### 楽天時代
2005年12月13日に東北楽天ゴールデンイーグルスと契約。背番号はロッテ時代と同じ「42」に決まった。
2006年は開幕からほぼ年間を通じて4番に座り、交流戦では35試合で打率.331、12本塁打、37打点を記録し、最終的には打率.302、28本塁打、88打点を記録した。2006年5月20日の読売ジャイアンツ戦では豊田清から球団初のサヨナラ本塁打を放った。パシフィック・リーグ三塁手部門にてベストナインを受賞。球団創設以来初の個人タイトルを獲得した。オフに背番号を「17」に変更。「ドミニカ・アメリカでも付けたことがある番号だったので、特別な思い入れがあった」とのこと。
2007年4月1日の対オリックス・バファローズ戦（フルキャストスタジアム宮城）では、3回裏に1イニング2本の満塁本塁打が出たが、1本をフェルナンデスが打った（もう1本は山﨑武司）。しかし前半戦で打率.250を下回り、夏場でも一向に調子が上がらず、自身も「人生最大のスランプ」と漏らす程の低空飛行が続いた。オールスター明け以降は11本塁打、43打点と復調し、8月は打率.279、6本塁打、21打点の成績で月間MVPを獲得。8月以降は打率.350を残した。5年連続20本塁打を記録したが、打率.270、22本塁打、79打点に終わった。守備面では、一塁手・三塁手として12失策ずつを記録。一塁手と三塁手の両部門で失策数リーグ最多を記録した。
2008年は7月に本塁打を1本も打てず、最終的に18本塁打にとどまったが、打率.301、99打点を記録した。シーズン終了後、中村紀洋がFA加入したことで構想外となり、12月1日に自由契約となった。

### オリックス時代

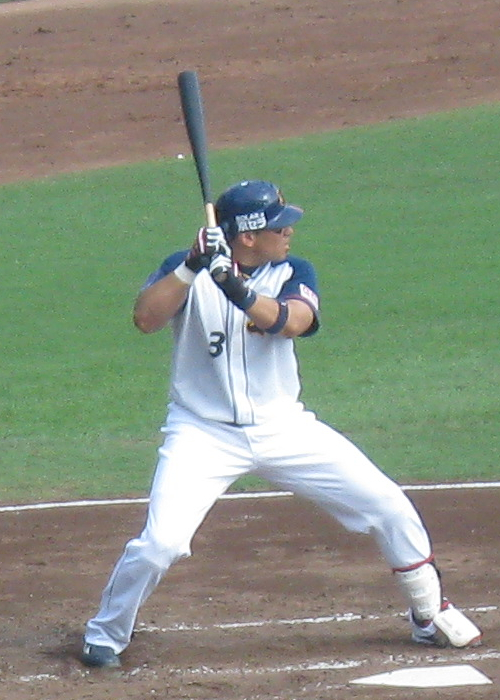
オリックス時代
（2009年9月5日、スカイマークスタジアム）

2009年1月15日にオリックス・バファローズと契約。背番号は「3」に決まった。開幕前に右足指を骨折するが、開幕からレギュラーを任される。他に故障者が続出した事情もあって、カブレラとローズが共に戦線離脱した間は4番を任された事もあったが、一向に調子が上向かなかった。7月14日の対千葉ロッテマリーンズ戦で、ブライアン・シコースキーからサヨナラ打を放った・9月13日の対埼玉西武ライオンズ戦（西武ドーム）では、7回裏に後藤武敏の打球を顔面に受けて左頬骨を骨折。全治約3ヵ月の重傷で戦線離脱した。117試合に出場して打率.261・15本塁打・47打点と不振に終わり、11月17日にライアン・ボーグルソンと共に退団した。

### 西武復帰

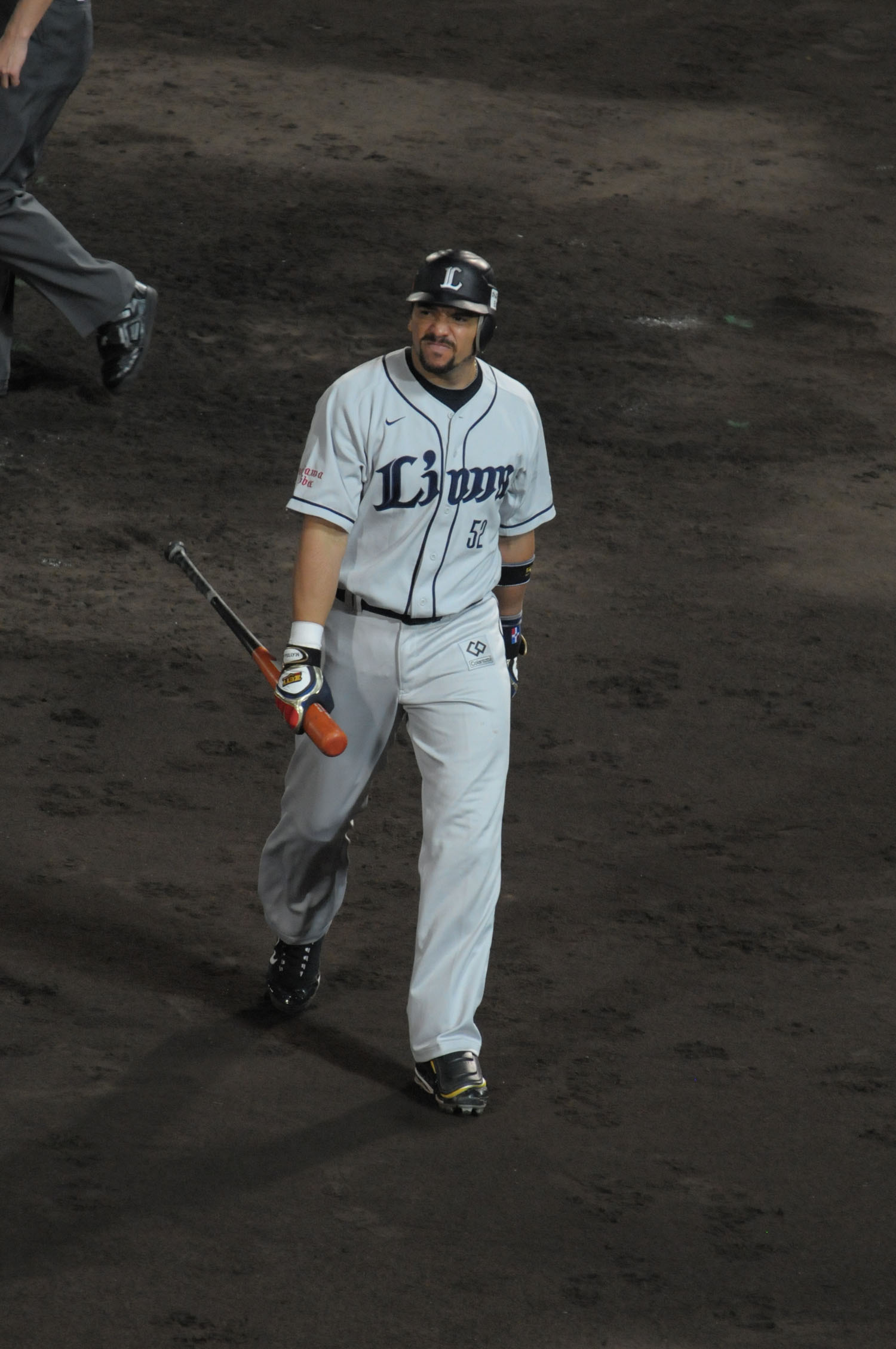
西武時代（2011年8月30日、こまちスタジアム）

2010年はリーガ・メヒカーナ・デ・ベイスボルのキンタナロー・タイガースでプレーしていた。シーズン途中に離脱している中村剛也に代わる右の長距離砲を探していた西武が、6月25日に獲得を発表した。西武へは5年ぶりの復帰となり、日本野球界で8年目を迎えた。背番号は「52」に決まった。途中入団のため、57試合の出場に留まったが、9月7日には通算1000本安打を達成するなど、打率.339、11本塁打、45打点の成績を収めた他、三振は僅か26個だった。
2011年6月6日に出場登録日数が8年に達し、国内FA権を取得。それに伴い翌年から日本人選手扱いとなる。シーズン前半は不振に陥ったが、最終的には142試合に出場し、打率.259、17本塁打、81打点の成績を残した。ベストナイン（指名打者部門）にも選ばれたが、シーズン終了後の契約交渉が決裂し、12月2日付けで自由契約となった。

### 楽天復帰

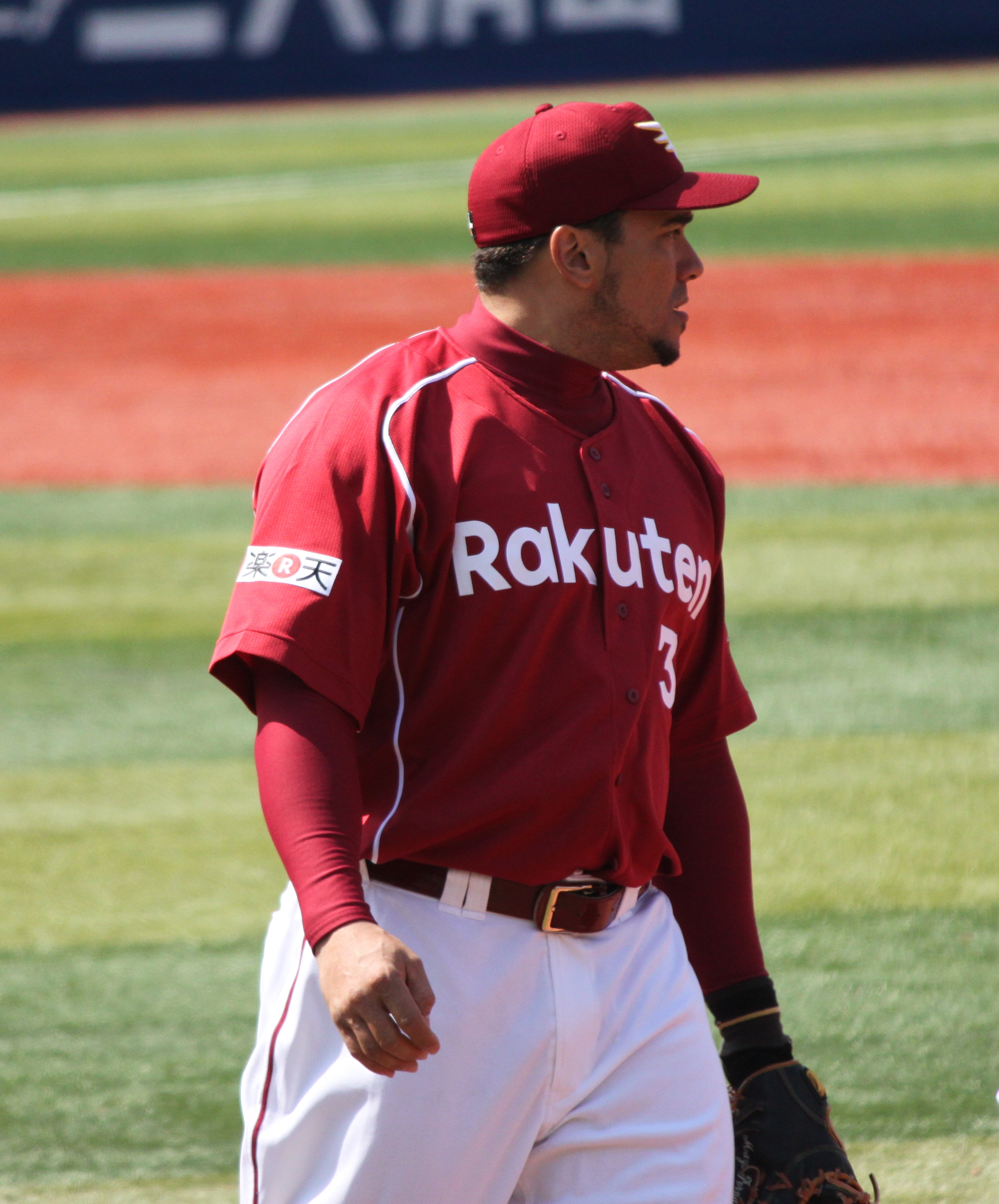
楽天時代
（2012年3月20日、横浜スタジアム）

2011年12月11日に楽天と契約したことが発表された。楽天へは4年ぶりの復帰となった。背番号はオリックス時代と同じ「3」に決まった。
2012年の開幕戦は5番・一塁手だったが2つの失策を犯してしまう。ほぼフルシーズン一軍に帯同したものの、打率.243、3本塁打、51打点と来日以来最低のシーズンとなった。一方で得点圏打率はチームメイトの聖澤諒に次ぐ、リーグ2位の.345を記録した。11月21日に自由契約公示された。

### オリックス復帰
2013年はリーガ・メヒカーナ・デ・ベイスボルに復帰しモンクローバ・スティーラーズでプレーしていたが、シーズン途中の7月21日にオリックスが獲得を発表した。背番号は「44」に決まった。オリックスへは4年ぶりの復帰となる。8月9日の対西武戦でオリックス復帰後初本塁打を記録したが、以降は打撃不振に陥り、結局この本塁打1本のみで打率が2割に満たずにシーズンを終え、来日以来最低であった前年の成績をさらに下回った。10月25日に自由契約公示された。その後は現役を引退。

### 引退後
2016年のオフから、正式契約ではないが阪神タイガースの中南米担当スカウトに就任し、2017年オフにウィリン・ロサリオの獲得に尽力。
2018年1月12日、埼玉西武ライオンズから1月1日付で編成部国際業務駐米担当として契約したことが発表された。

## 人物
愛称はミドルネームからとった「マヨ」。しかし、ファンからは「ホセ」と呼ばれることがある。
楽天時代、ホームランの後にはテレビカメラの前でチームメイトと一緒にパフォーマンス（通称アギリータダンス - アギリータとはスペイン語でイヌワシの意）を披露していた。
2007年から殊勲打を放った後に、メッセージ性の強い、哲学的なコメントを発表するようになった。キリスト教の教訓や読書で得た知識を基にしており、周囲を元気づけようという意識から始めたのだという。その後、楽天球団のモバイル公式サイトに、発表されたコメントを集めた専用のコーナーが設けられた。
2007年7月13日、チームを激励するため、また自分を奮い立たせるために、チームメートに以下のメッセージが入ったTシャツを贈った。
" WINNING IS AN ATTITUDE..  IF SOMEONE HAS TO WIN,WHY NOT US! "
（勝つこととは心の持ちよう。誰かが勝たなければならないのなら、それは我々ではないのか!）
出身国であるドミニカ共和国の公用語はスペイン語であるが、ヒーローインタビューなどでは英語で話している。
趣味は日本語研究で、日本に居る期間が長いためか、簡単な日本語の会話なら通訳無しでも話せる。

## 詳細情報

### 年度別打撃成績
| 年 度     | 球 団      | 試 合 | 打 席 | 打 数 | 得 点 | 安 打 | 二 塁 打 | 三 塁 打 | 本 塁 打 | 塁 打 | 打 点 | 盗 塁 | 盗 塁 死 | 犠 打 | 犠 飛 | 四 球 | 敬 遠 | 死 球 | 三 振 | 併 殺 打 | 打 率 | 出 塁 率 | 長 打 率 | O P S |
| --------- | ---------- | ----- | ----- | ----- | ----- | ----- | -------- | -------- | -------- | ----- | ----- | ----- | -------- | ----- | ----- | ----- | ----- | ----- | ----- | -------- | ----- | -------- | -------- | ----- |
| 1999      | MON        | 8     | 25    | 24    | 0     | 5     | 2        | 0        | 0        | 7     | 1     | 0     | 0        | 0     | 0     | 1     | 0     | 0     | 7     | 1        | .208  | .240     | .292     | .532  |
| 2001      | ANA        | 13    | 27    | 25    | 1     | 2     | 1        | 0        | 0        | 3     | 0     | 0     | 1        | 0     | 0     | 2     | 0     | 0     | 10    | 0        | .080  | .148     | .120     | .268  |
| 2002      | SK         | 132   | 556   | 499   | 81    | 140   | 24       | 0        | 45       | 299   | 107   | 4     | 4        | 0     | 1     | 49    | 2     | 7     | 114   | 8        | .281  | .353     | .599     | .952  |
| 2003      | ロッテ     | 126   | 537   | 478   | 83    | 145   | 30       | 1        | 32       | 273   | 100   | 4     | 5        | 0     | 2     | 54    | 1     | 3     | 106   | 16       | .303  | .376     | .571     | .947  |
| 2004      | 西武       | 131   | 580   | 513   | 87    | 146   | 23       | 1        | 33       | 270   | 94    | 5     | 1        | 0     | 6     | 53    | 3     | 8     | 117   | 9        | .285  | .357     | .526     | .883  |
| 2005      | 西武       | 120   | 473   | 420   | 60    | 123   | 26       | 1        | 26       | 229   | 84    | 5     | 1        | 0     | 3     | 46    | 4     | 4     | 91    | 12       | .293  | .366     | .545     | .911  |
| 2006      | 楽天       | 132   | 552   | 490   | 72    | 148   | 33       | 0        | 28       | 265   | 88    | 2     | 0        | 0     | 6     | 53    | 5     | 3     | 75    | 18       | .302  | .370     | .541     | .911  |
| 2007      | 楽天       | 132   | 502   | 444   | 52    | 120   | 15       | 1        | 22       | 203   | 79    | 8     | 7        | 0     | 4     | 49    | 4     | 5     | 94    | 16       | .270  | .347     | .457     | .804  |
| 2008      | 楽天       | 142   | 606   | 541   | 81    | 163   | 40       | 0        | 18       | 257   | 99    | 5     | 3        | 0     | 5     | 53    | 1     | 7     | 78    | 12       | .301  | .368     | .475     | .843  |
| 2009      | オリックス | 117   | 447   | 410   | 43    | 107   | 21       | 0        | 15       | 173   | 47    | 4     | 0        | 0     | 2     | 31    | 1     | 4     | 71    | 15       | .261  | .318     | .422     | .740  |
| 2010      | 西武       | 57    | 243   | 221   | 28    | 75    | 11       | 0        | 11       | 119   | 45    | 1     | 0        | 0     | 3     | 17    | 0     | 2     | 26    | 8        | .339  | .387     | .538     | .925  |
| 2011      | 西武       | 142   | 577   | 529   | 49    | 137   | 21       | 0        | 17       | 209   | 81    | 3     | 3        | 0     | 7     | 39    | 4     | 2     | 84    | 19       | .259  | .308     | .395     | .704  |
| 2012      | 楽天       | 129   | 489   | 440   | 30    | 107   | 19       | 1        | 3        | 137   | 51    | 2     | 3        | 0     | 3     | 44    | 1     | 2     | 67    | 11       | .243  | .313     | .311     | .626  |
| 2013      | オリックス | 25    | 85    | 80    | 4     | 15    | 2        | 0        | 1        | 20    | 4     | 0     | 0        | 0     | 0     | 4     | 0     | 1     | 13    | 4        | .188  | .235     | .250     | .485  |
| MLB：2年  | MLB：2年   | 21    | 52    | 49    | 1     | 7     | 3        | 0        | 0        | 10    | 1     | 0     | 1        | 0     | 0     | 3     | 0     | 0     | 17    | 1        | .143  | .192     | .204     | .396  |
| KBO：1年  | KBO：1年   | 132   | 556   | 499   | 81    | 140   | 24       | 0        | 45       | 299   | 107   | 4     | 4        | 0     | 1     | 49    | 2     | 7     | 114   | 8        | .281  | .353     | .599     | .952  |
| NPB：11年 | NPB：11年  | 1253  | 5091  | 4566  | 589   | 1286  | 241      | 5        | 206      | 2155  | 772   | 39    | 23       | 0     | 41    | 443   | 24    | 41    | 822   | 140      | .282  | .348     | .472     | .820  |

- 各年度の太字はリーグ最高

### 年度別守備成績
| 年 度 | 一塁  | 一塁  | 一塁  | 一塁  | 一塁  | 一塁     | 三塁  | 三塁  | 三塁  | 三塁  | 三塁  | 三塁     | 外野  | 外野  | 外野  | 外野  | 外野  | 外野     |
| 年 度 | 試 合 | 刺 殺 | 補 殺 | 失 策 | 併 殺 | 守 備 率 | 試 合 | 刺 殺 | 補 殺 | 失 策 | 併 殺 | 守 備 率 | 試 合 | 刺 殺 | 補 殺 | 失 策 | 併 殺 | 守 備 率 |
| ----- | ----- | ----- | ----- | ----- | ----- | -------- | ----- | ----- | ----- | ----- | ----- | -------- | ----- | ----- | ----- | ----- | ----- | -------- |
| 2003  | 4     | 40    | 2     | 0     | 2     | 1.000    | 85    | 69    | 143   | 19    | 12    | .918     | -     | -     | -     | -     | -     | -        |
| 2004  | 21    | 150   | 11    | 4     | 9     | .976     | 109   | 103   | 166   | 19    | 11    | .934     | -     | -     | -     | -     | -     | -        |
| 2005  | 17    | 126   | 8     | 2     | 7     | .985     | 47    | 41    | 68    | 8     | 9     | .932     | -     | -     | -     | -     | -     | -        |
| 2006  | 44    | 344   | 34    | 1     | 22    | .997     | 91    | 68    | 142   | 14    | 11    | .938     | -     | -     | -     | -     | -     | -        |
| 2007  | 81    | 575   | 54    | 12    | 61    | .981     | 44    | 29    | 51    | 12    | 5     | .870     | -     | -     | -     | -     | -     | -        |
| 2008  | 114   | 803   | 74    | 8     | 65    | .991     | 51    | 29    | 64    | 9     | 3     | .912     | 1     | 0     | 0     | 0     | 0     | -        |
| 2009  | 29    | 213   | 22    | 3     | 28    | .987     | 35    | 25    | 48    | 5     | 1     | .936     | -     | -     | -     | -     | -     | -        |
| 2010  | 55    | 424   | 24    | 1     | 37    | .998     | 1     | 0     | 0     | 1     | 0     | .000     | -     | -     | -     | -     | -     | -        |
| 2011  | 42    | 368   | 31    | 3     | 36    | .993     | -     | -     | -     | -     | -     | -        | -     | -     | -     | -     | -     | -        |
| 2012  | 108   | 956   | 74    | 12    | 69    | .988     | -     | -     | -     | -     | -     | -        | -     | -     | -     | -     | -     | -        |
| 通算  | 515   | 3999  | 324   | 46    | 336   | .989     | 463   | 364   | 682   | 87    | 52    | .923     | 1     | 0     | 0     | 0     | 0     | -        |

- 各年度の太字はリーグ最高

### 表彰
- ベストナイン：2回 （三塁手部門・2006年）、（指名打者部門・2011年）
- 月間MVP：1回（2007年8月）

### 記録
初記録
- 初出場・初先発出場：2003年4月18日、対オリックス・ブルーウェーブ3回戦（千葉マリンスタジアム）、4番・三塁手で先発出場
- 初打席：同上、1回裏に吉井理人から右飛
- 初安打・初本塁打・初打点：2003年4月19日、対オリックス・ブルーウェーブ4回戦（千葉マリンスタジアム）、4回裏に小林宏から左越決勝2ラン
- 初盗塁：2003年5月9日、対西武ライオンズ6回戦（千葉マリンスタジアム）、5回裏に二盗（投手：許銘傑、捕手：伊東勤）

節目の記録
- 100本塁打：2006年5月21日、対読売ジャイアンツ2回戦（フルキャストスタジアム宮城）、7回裏にジェレミー・パウエルから左越ソロ ※史上240人目
- 150本塁打：2008年6月27日、対福岡ソフトバンクホークス9回戦（北九州市民球場）、6回表に大隣憲司から中越ソロ ※史上148人目
- 1000本安打：2010年9月7日、対北海道日本ハムファイターズ21回戦（西武ドーム）、4回裏にボビー・ケッペルから中前安打 ※史上260人目（外国人選手11人目）
- 1000試合出場：2011年6月11日、対阪神タイガース3回戦（西武ドーム）、9回裏に秋山翔吾の代打で出場 ※史上443人目
- 200本塁打：2011年10月10日、対北海道日本ハムファイターズ22回戦（札幌ドーム）、3回表に武田勝から左中間へ2ラン ※史上97人目

その他の記録
- ロッテ球団通算6000号本塁打：2003年4月27日、対西武ライオンズ5回戦（千葉マリンスタジアム）
- 日本プロ野球公式戦通算85,000号本塁打：2006年8月11日、対埼玉西武ライオンズ12回戦（インボイスSEIBUドーム）、7回表に山岸穣から左越3ラン
- チーム1イニング2満塁本塁打：2007年4月1日、対オリックス・バファローズ2回戦（フルキャストスタジアム宮城）、3回裏に吉井理人から左越満塁本塁打（同イニングに後に山崎武司も記録） ※史上2例目
- 全球団から本塁打：2011年5月22日、対阪神タイガース1回戦（阪神甲子園球場）、6回表にランディ・メッセンジャーから中越ソロ ※史上20人目

2004年限りで消滅した大阪近鉄バファローズを含む13球団からの本塁打は、史上7人目（他の達成者はフェルナンド・セギノール、フリオ・ズレータ、アレックス・カブレラ、谷佳知、和田一浩、小笠原道大の6人）
- オールスターゲーム出場：1回（2006年）

### 背番号
- 14 （1999年）
- 39 （2001年）
- 24 （2002年）

- 42 (2003年、2006年)
- 1  (2004年 - 2005年)
- 17 (2007年 - 2008年)
- 3  (2009年、2012年)
- 52 (2010年 - 2011年)
- 44 (2013年7月29日 - 同年終了)

### 登場曲
- 『Fernando Villalona』 Dominicano Soy